# Moskee van de Djinn
De Moskee van de Djinn (Arabisch: مسجد الجنّ, geromaniseerd: Masjid al-Jinn) is een moskee in Mekka, Saoedi-Arabië, in de buurt van Jannat al-Mu'alla. Het is ook bekend als de Moskee van Trouw (Arabisch: مسجد بِيعات, geromaniseerd: Masjid Biy'āt) en de Moskee van Wachten (Arabisch: مسجد الحرس, geromaniseerd: Masjid al- Ḥaras) omdat de stadswachten tot op dat punt zouden patrouilleren.
De moskee is gebouwd op de plaats waar naar verluidt een groep djinn zich op een avond zou hebben verzameld om de recitatie van een deel van de koran door Mohammed te horen. Mohammed ontmoette daar later de leiders van deze djinn en accepteerde hun omhelzing van de islam en hun bay'ah (eed van trouw) aan hem. Het incident wordt genoemd in hoofdstuk al-Jinn van de Koran.
De moskee wordt beschouwd als een van de oudste in Mekka en is een van de belangrijkste bezochte moskeeën in de stad.